# Montignac-Lascaux
Montignac-Lascaux (do 2020 r. Montignac) – miejscowość i gmina we Francji, w regionie Nowa Akwitania, w departamencie Dordogne.
Według danych na rok 1990 gminę zamieszkiwało 2938 osób, a gęstość zaludnienia wynosiła 79 osób/km².